# Daniel Coit Gilman

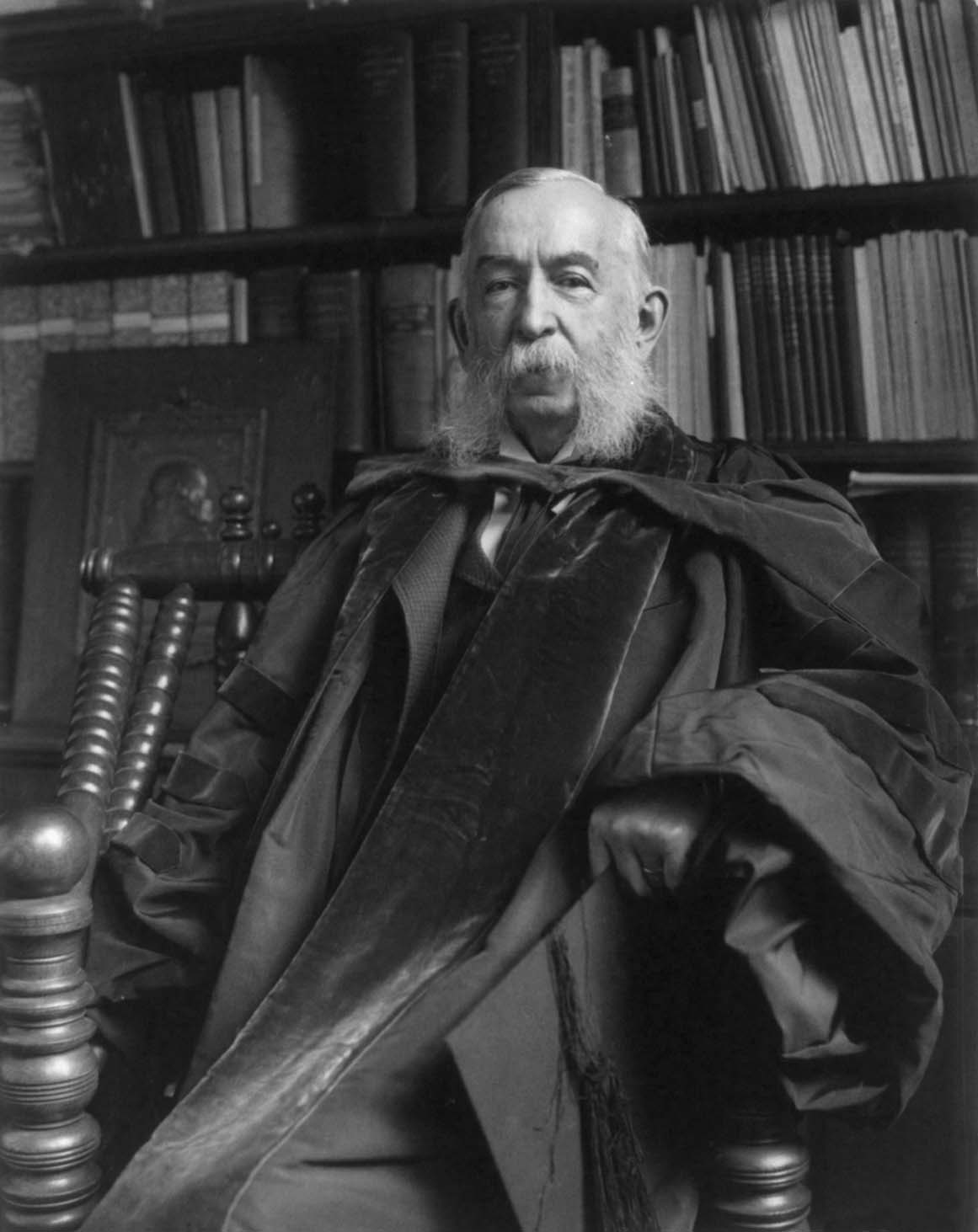
Daniel Coit Gilman (um 1890)

Daniel Coit Gilman (* 6. Juli 1831 in Norwich, Connecticut; † 13. Oktober 1908 ebenda) war ein amerikanischer Bildungsreformer und Diplomat, der maßgeblich an der Gründung bzw. Reform mehrerer führender amerikanischer Hochschulen am Ende des 19. Jahrhunderts beteiligt war.

## Leben und Werk
Gilman wurde 1831 in Norwich geboren und erhielt seine akademische Ausbildung an der Yale University. Dort besuchte er dieselbe Klasse wie Andrew Dickson White, der später Gründungspräsident der Cornell University wurde. Beide wurden Mitglieder der Geheimgesellschaft Skull & Bones und reisten zusammen durch Europa. Zwischen 1853 und 1855 war Gilman Attaché der amerikanischen Vertretung im kaiserlichen Sankt Petersburg und half danach bei der (Neu-)Gründung der Sheffield Scientific School in Yale. Von 1856 bis 1865 war er Bibliothekar in Yale und widmete sich zudem der Reform des öffentlichen Schulsystems in New Haven. Während des Bürgerkrieges diente Gilman als Sergeant und wurde 1863 zum Professor für Geographie an der Sheffield Scientific School ernannt.
Nachdem 1872 der Versuch, Präsident der Yale University zu werden, fehlgeschlagen war, trat er von seinen Ämtern an der Hochschule zurück und wurde dritter Präsident der University of California. Nach Auseinandersetzungen mit kalifornischen Bildungspolitikern über die Hochschulgesetzgebung des Bundesstaates akzeptierte Gilman 1875 die Einladung, Gründungspräsident der Johns Hopkins University zu werden. Der Bildungsreformer führte ein für die Vereinigten Staaten neues und nach deutschem Vorbild gestaltetes Organisationssystem ein. Johns Hopkins wurde so die erste amerikanische Universität, die Lehre und Forschung institutionell miteinander verband, und Gilmans 25-jährige Präsidentschaft gilt als Beginn der Institutionalisierung von postgraduellen Studien an amerikanischen Hochschulen. Ebenfalls 1875 wurde er in die American Academy of Arts and Sciences gewählt. 1898 wurde er in die American Academy of Arts and Letters aufgenommen.
Zudem war er Gründungspräsident der Carnegie-Stiftung und Mitgründer der Russell Trust Association, die sich mit der Verwaltung von Yales’ Skull and Bones Society befasst. Er beteiligte sich an den Gründungen des Johns Hopkins Hospital (1889), der Johns Hopkins Medical School (1893) sowie kommunaler Wohltätigkeitsorganisationen in Baltimore und diente als Kuratoriumsmitglied großer gemeinnütziger amerikanischer Stiftungen.
Die umfangreiche Korrespondenz des Bildungsreformers und sonstige Werke sind in der Johns Hopkins Universitätsbibliothek archiviert.

## Werke (Auswahl)
- Scientific Schools in Europe. Hartford 1856.
- Our National Schools of Science. Cambridge 1867.
- The Benefits Which Society Derives from Universities. Baltimore 1885.
- Development of the Public Library in America. Ithaca 1891.
- Our Relations to Our Other Neighbors. Baltimore 1891.
- University Problems in the United States, New York 1898.
- Democracy in America, Alexis de Tocqueville. Mit Einleitung von Daniel Coit Gilman. New York 1898.
- The Life of James Dwight Dana, Scientific Explorer, Mineralogist, Geologist, Zoologist, Professor in Yale University. New York 1899.
- Memorial of Samuel de Champlain: Who Discovered the Island of Mt. Desert, Maine, September 5, 1604. Baltimore 1904.
- The Launching of a University and Other Papers. New York 1906.